# Фурнарі
Фурнарі (італ. Furnari, сиц. Fùrnari) — муніципалітет в Італії, у регіоні Сицилія,  метрополійне місто Мессіна.
Фурнарі розташоване на відстані близько 480 км на південний схід від Рима, 155 км на схід від Палермо, 39 км на захід від Мессіни.
Населення — 3763 особи (2014).
Щорічний фестиваль відбувається 13 червня - 8 вересня (Furnari) та другої неділі серпня (Tonnarella). Покровитель — Sant'Antonio di Padova.

## Демографія
Населення за роками:

Станом на 1 січня 2023 року в муніципалітеті офіційно проживало 387 іноземців з 22 країн, серед них 110 громадян країн Євросоюзу та 3 громадяни України.

## Сусідні муніципалітети
- Фальконе
- Маццарра-Сант'Андреа
- Терме-Вільяторе
- Трипі